# Thuiaria pinna
Thuiaria pinna är en nässeldjursart som beskrevs av Nikolai Alexsandrovich Naumov 1960. Thuiaria pinna ingår i släktet Thuiaria och familjen Sertulariidae. Inga underarter finns listade i Catalogue of Life.